# Уэббер, Джон
Джон Уэббер (англ. John Webber; 1751—1793) — английский художник.
Сопровождал капитана Джеймса Кука в его третьей кругосветной экспедиции. Известен своими картинами Кука и изображениями Австралии и Океании, Гавайев и Аляски.

## Биография
Родился 6 октября 1751 года в Лондоне. Сын скульптора Абрахама Уэббера.
Образование получил в Берне, учился живописи в Париже.
Служил в качестве официального художника Джеймса Кука в его последнем путешествии вокруг света на борту HMS Resolution. Кроме этого он сделал множество рисунков с изображениями сцен в Новой Зеландии и островов Южного моря. Уэббер стал первым европейским художником, работавшим в этих регионах земного шара.
Его рисунки и картины были написаны для Британского Адмиралтейства и были выставлены на всеобщее обозрение в 1784 году. Около 50 его работ экспонировались в Королевской академии художеств выставки между 1784 и 1792 годами. В 1785 году он был избран членом-корреспондентом академии.
Его работы находятся в художественной галереи в Сиднее, а также в музеях Новой Зеландии, Аляски, Гонолулу, штата Массачусетс, художественной галерее Йельского университета. Также они имеются в Британском музее и других музеях Лондона. Часть работ находятся в частных коллекциях.
Умер 29 мая 1793 года в Лондоне.

## Галерея работ

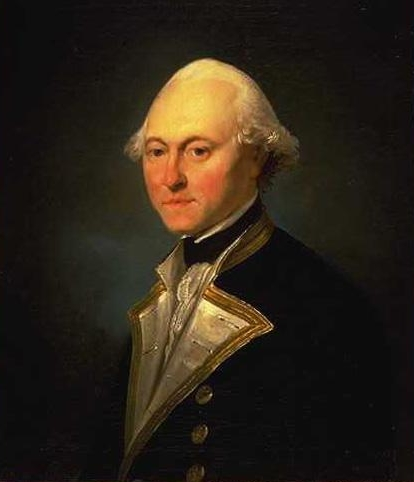
Джеймс Кинг
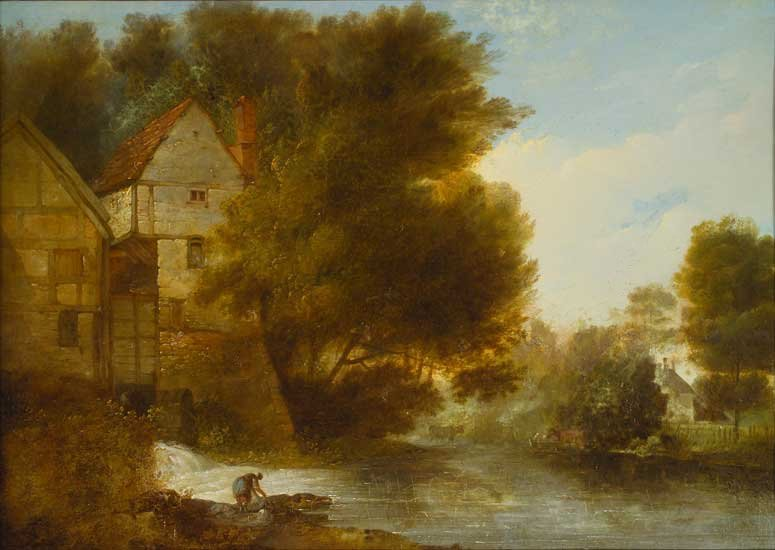
Мельница в Шрусбери
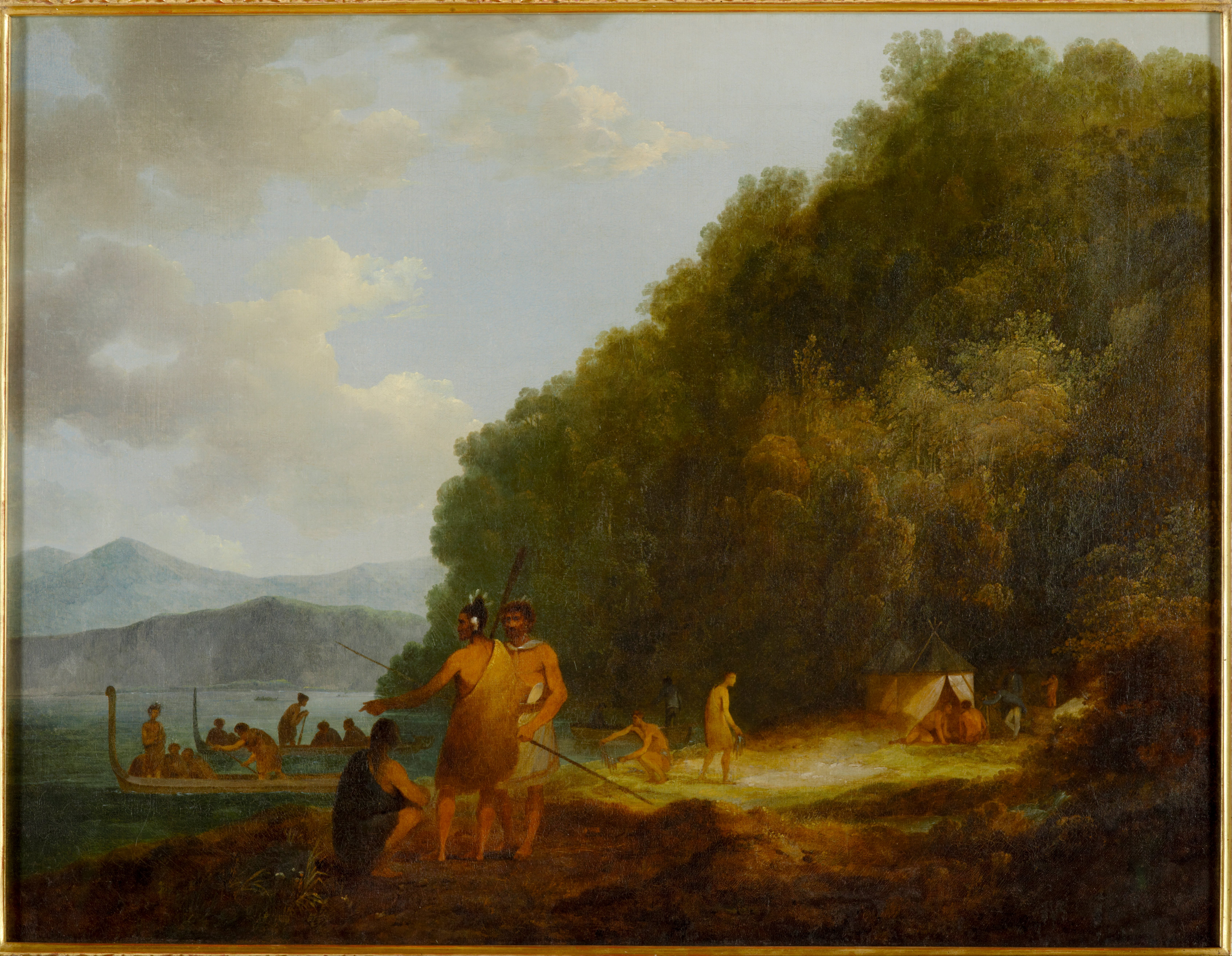
Залив Королевы Шарлотты (Новая Зеландия)
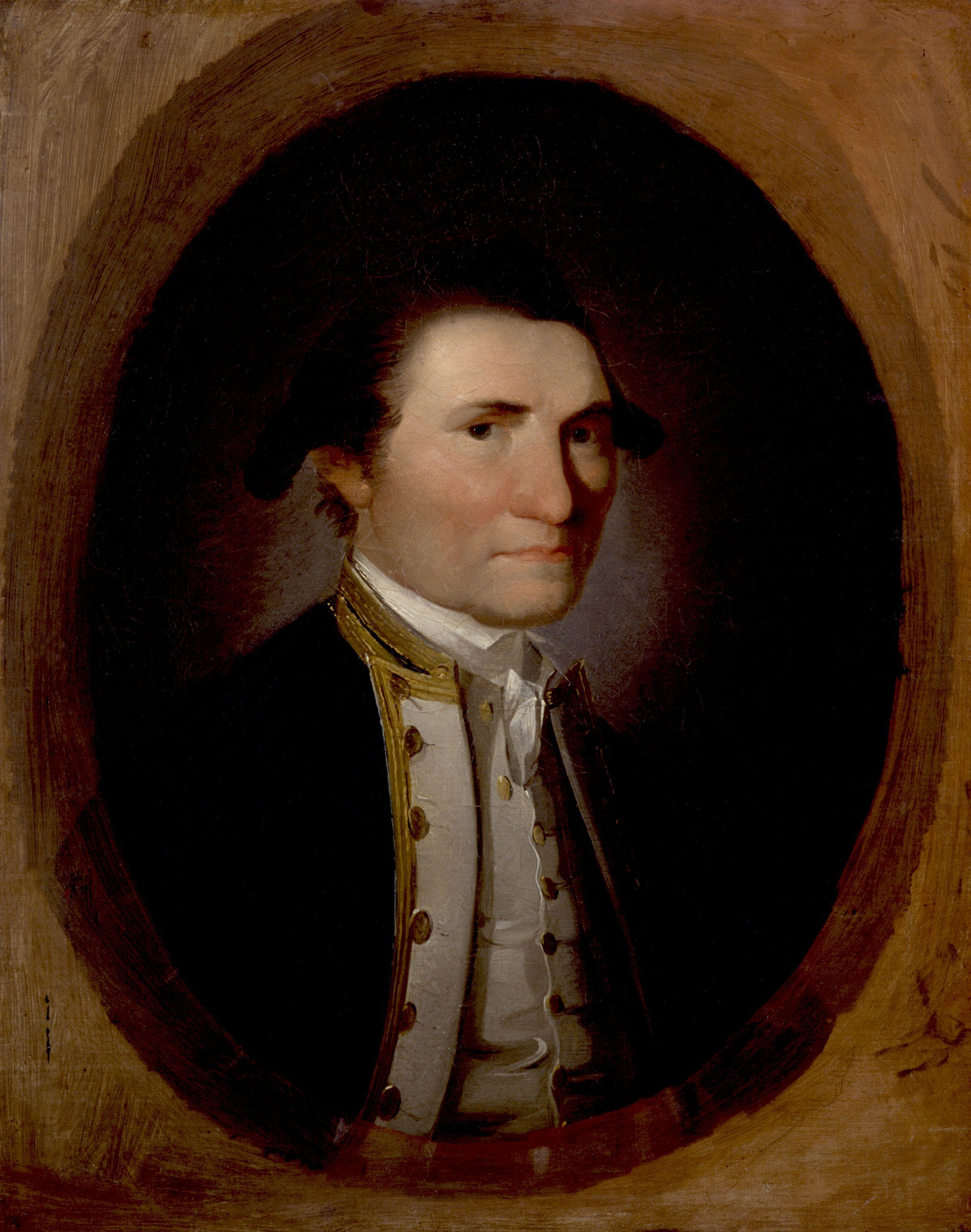
Джеймс Кук

## Интересный факт
Во второй кругосветной экспедиции Кука (1772—1775 годы) в качестве художника работал Уильям Ходжес.